# Політична реабілітація
Політична реабілітація, більш правильно Кримінально-правова реабілітація — поновлення доброго імені, репутації несправедливо заплямованої або безпідставно звинуваченої людини. Також, відновлення в правах людини, стосовно якої скасовано судовий вирок.

## В СРСР
Реабілітація жертв політичних репресій в коли́шньому СРСР, у тому числі в Українській РСР, розпочалася після смерті Йосипа Сталіна. У період «хрущовської відлиги» насамперед було перевірено справи, сфабриковані у 1937–1938 роках, сотні тисяч несправедливо засуджених людей було реабілітовано. Процес реабілітації відбувався за ініціативи та під контролем Комуністичної партії Радянського Союзу, мав обмежений характер.
В Україні реабілітовано, починаючи з 1956, більшість репресованих за час «культу особи» українських письменників, митців та деяких учених (із репресованих істориків, літературознавців, економістів і соціологів реабілітовано лише одиниці).